# B-мезон
B-мезоны — мезоны, состоящие из b-антикварка и верхнего ({\displaystyle \mathrm {B^{+}} }), нижнего ({\displaystyle \mathrm {B^{0}} }), странного ({\displaystyle \mathrm {B_{s}^{0}} }) или очарованного ({\displaystyle \mathrm {B_{c}^{+}} }) кварка.
Сочетание b-антикварка и t-кварка ({\displaystyle \mathrm {t{\bar {b}}} }) считается невозможным из-за короткого времени жизни t-кварка. Сочетание b-антикварка и b-кварка ({\displaystyle \mathrm {b{\bar {b}}} }) является не B-мезоном, а боттомонием.
Каждый B-мезон имеет античастицы, которые состоят из b-кварка и верхнего ({\displaystyle \mathrm {B^{-}} }), нижнего ({\displaystyle \mathrm {{\bar {B}}^{0}} }), странного ({\displaystyle \mathrm {{\bar {B}}_{s}^{0}} }) или очарованного ({\displaystyle \mathrm {B_{c}^{-}} }) антикварков, соответственно.
Впервые B-мезоны были обнаружены в 1983 году на детекторе CLEO.

## Характеристики
| Частица             | Символ                               | Анти- частица                                 | Кварковый состав                       | Заряд | Изоспин (I) | Спин и чётность (JP) | Энергия покоя (МэВ/c²) | S  | C  | B' | Время жизни (с)            | Основная мода распада |
| ------------------- | ------------------------------------ | --------------------------------------------- | -------------------------------------- | ----- | ----------- | -------------------- | ---------------------- | -- | -- | -- | -------------------------- | --------------------- |
| B-мезон             | {\displaystyle \mathrm {B^{+}} }     | {\displaystyle \mathrm {B^{-}} }              | {\displaystyle \mathrm {u{\bar {b}}} } | +1    | 1⁄2         | 0−                   | 5279,15 ± 0,31         | 0  | 0  | +1 | (1,638 ± 0,011)⋅10−12      | См. B± моды распада   |
| Нейтральный B-мезон | {\displaystyle \mathrm {B^{0}} }     | {\displaystyle \mathrm {{\bar {B}}^{0}} }     | {\displaystyle \mathrm {d{\bar {b}}} } | 0     | 1⁄2         | 0−                   | 5279,53 ± 0,33         | 0  | 0  | +1 | (1,530 ± 0,009)⋅10−12      | См. B0 моды распада   |
| Странный B-мезон    | {\displaystyle \mathrm {B_{s}^{0}} } | {\displaystyle \mathrm {{\bar {B}}_{s}^{0}} } | {\displaystyle \mathrm {s{\bar {b}}} } | 0     | 0           | 0−                   | 5366,3 ± 0,6           | −1 | 0  | +1 | (1,470+0,027 −0,026)⋅10−12 | См. B0 s моды распада |
| Очарованный B-мезон | {\displaystyle \mathrm {B_{c}^{+}} } | {\displaystyle \mathrm {B_{c}^{-}} }          | {\displaystyle \mathrm {c{\bar {b}}} } | +1    | 0           | 0−                   | 6276 ± 4               | 0  | +1 | +1 | (0,46 ± 0,07)⋅10−12        | См. B± c моды распада |

## B-мезон-антимезонные осцилляции
Нейтральные B-мезоны, B0 и B0
s, могут спонтанно превращаться в свои античастицы и наоборот. Это явление называется осцилляцией ароматов. Существование осцилляции нейтральных B-мезонов является одним из основных предсказаний Стандартной модели элементарных частиц. Она была измерена в системе {\displaystyle \mathrm {B^{0}-{\bar {B}}^{0}} } и составила около 0,496 пс−1, а в системе {\displaystyle \mathrm {B_{s}^{0}-{\bar {B}}_{s}^{0}} } — около Δms = 17,77 ± 0,10стат. ± 0,07сист. пс−1. Измерения проводились в эксперименте CDF лаборатории Ферми. Первая оценка нижнего и верхнего пределов величины осцилляции для системы {\displaystyle \mathrm {B_{s}^{0}-{\bar {B}}_{s}^{0}} } была проведена также лабораторией Ферми в ходе эксперимента D0.
25 сентября 2006 года лаборатория Ферми объявила о подтверждении ранее теоретически открытых Bs-мезонных осцилляций. По данным пресс-релиза лаборатории Ферми:
Это первое крупное открытие Run 2 продолжает традицию открытий лаборатории Ферми в физике элементарных частиц, где были открыты нижний (1977) и верхний (1995) кварки. Удивительно, но странное поведение B_s (произносится как «B Sub S»)-мезонов фактически предсказывается Стандартной моделью элементарных частиц и сил. Открытие этого колебательного поведения, таким образом, ещё раз подтверждает точность Стандартной модели…

Ранее на CDF учёные-физики измерили скорость переходов вещество-антивещество для B_s мезона, состоящего из тяжелого прелестного кварка, связанного со странным антикварком сильным ядерным взаимодействием. В настоящее время они достигли стандарта для открытий в области физики элементарных частиц, в котором вероятность ошибочных наблюдений должна быть доказано меньше, чем 5 к 10 млн. (5⁄10 000 000). Для результатов CDF эта вероятность ещё меньше, 8 к 100 млн. (8⁄100 000 000).
Рональд Котулак, пишущий для Chicago Tribune, назвал частицу «странной» и заявил, что мезон «может открыть дверь в новую эру физики» из-за его доказанного взаимодействия с «жуткой антиматерией».
14 мая 2010 года физики из Национальной ускорительной лаборатории Ферми сообщили, что для материи осцилляции затухают на 1 % чаще, чем для антиматерии, что может помочь объяснить превосходство вещества над антивеществом в наблюдаемой Вселенной. Тем не менее, результаты, полученные после обработки больших объёмов данных с детектора LHCb, не показали никаких существенных отклонений от Стандартной модели.